# Новокриворожский горно-обогатительный комбинат
Новокриворожский горно-обогатительный комбинат (Новокриворожский ГОК, НКГОК, НовГОК) — промышленное предприятие горно-металлургического комплекса Украины,  расположенное в Кривом Роге. Состоит из двух обогатительных фабрик и трех аглофабрик. Входит в холдинг АрселорМиттал Кривой Рог.

## История
Строительство комбината было одной из Всесоюзных ударных комсомольских строек СССР. Начальник комсомольского штаба стройки — Н. Сербин. За большие заслуги комсомольцев-строителей постановлением ЦК КПУ и Совета министров УССР от 12 февраля 1958 года НКГОКу было присвоено имя Ленинского комсомола. В 1959 году комбинат вступил в строй.
Обогатительная фабрика № 1 эксплуатируется с 1959 года, фабрика № 2 — с 1975 года. Проектные мощности комбината в 1985 году составляли по сырой руде 30 млн тонн, по концентрату — 13,1 млн тонн, по агломерату — 9,9 млн тонн.
Здесь родился почин «За лучший концентрат и агломерат на Украине». На НКГОКе впервые в отечественной практике получен концентрат с содержанием железа 65%, а на опытно-промышленной установке освоено производство высококачественного доменного сырья — сортированного стабилизированного агломерата.
С 1996 года НКГОК входит в состав Криворожского государственного горно-металлургического комплекса «Криворожсталь». 

## Характеристика
Сырьевую базу комбината составляют кварциты Новокриворожского и Валявкинского месторождений, расположенных в центральной части южного района Криворожского железорудного бассейна. Продуктивными являются первый, второй и четвёртый железистые горизонты, в приповерхностной зоне окисленные до 300 м. Месторождения разрабатываются открытым способом, максимальный размер куска руды 450—1200 мм. Руда на обогатительные фабрики подаётся железнодорожным транспортом. В среднем НКГОК добывает 15,2 млн тонн руды в год.
Запасы сырья на 1 января 2003 года (в месяц):
- подготовлено к раскрытию 6,687 млн тонн;
- готово к выемке 2,866 млн тонн;
- обеспеченно к выемке 2,5 млн тонн.

Технологическая схема обогащения фабрики № 1 и № 2 включает три стадии измельчения и четыре стадии магнитной сепарации. В каждой стадии получают отходы, а промпродукт перерабатывается далее. В результате с руды с массовой долей общего железа 34,37% и железа магнитного 25,33% получают концентрат с массовой долей железа 65,5% и влажностью около 10% и агломерат с массовой долей железа 53,36—54,13%. В среднем в год комбинат производит 6,7 млн тонн концентрата и 6,5 млн тонн агломерата. 
Происходит усовершенствование технологии, комбинат реконструируется. Перспективный проект — получение и выпуск высококачественных железорудных концентратов с магнетитовых кварцитов и совершенствование технологии обогащения гематитовых кварцитов с целью получения концентратов с массовой долей железа до 64%.

### Оборудование
На комбинате установлены дробилки типа ККД-1500/180, КСД-2200, КМД-2200, на обогатительных фабриках — мельницы МШЦ 3,6х5,0; МШР 4,5х5,0; МШЦ 4,5х5,0; магнитные сепараторы типа ПСМ-120/250; вакуум-фильтры Ду-100. Удельные расходы электроэнергии по состоянию на 1 января 2003 года на 1 тонну концентрата составили 116,2 кВт/ч, на 1 тонну агломерата — 55,19 кВт/ч. 

### Структура
Сейчас НКГОК входит в структуру комбината «АрселорМиттал Кривой Рог», будучи частью дробильно-обогатительного подразделения. Состоит из дробильной фабрики, рудообогатительных фабрик (РОФ) № 1 и № 2, трёх аглофабрик, цеха шламового хозяйства.

### Персонал
Директором в 1985—1996 годах был Олег Иванович Храпко.
На предприятии выросло множество новаторов и передовиков производства, чей опыт стал массовым достоянием и гордостью производства. Среди них Герой Социалистического Труда, экскаваторщик, один из зачинателей соревнования «миллионеров» — Стадниченко И. И., экскаваторщик Соловьёв Н. В. и Бедрийчук С. М., агломератчик А. И. Рябоволик, машинисты тепловоза Чайка С. Ф. и Бойко П. И., водитель  Дементиенко Н. Л., заслуженный рационализатор УССР слесарь Трофименко И. П. и многие другие. На комбинате сформировались рабочие династии Бредихиных, Ратушных, Стадниченко, Капитанчуков, Осиповых — всего на предприятии их 66.